# DoReMi Fantasy: Milon no Dokidoki Daibouken
DoReMi Fantasy: Milon no Dokidoki Daibouken (ドレミファンタジー ミロンのドキドキ大冒険? lett. "La grande avventura da batticuore di Milon") è un videogioco a piattaforme pubblicato da Hudson Soft per Super Famicom nel 1996, e successivamente distribuito su Virtual Console nel 2008, scaricabile al prezzo di 900 Wii points; benché quest'ultima versione sia stata messa in commercio anche in occidente, è identica a quella originale e pertanto non è stata tradotta dal giapponese. È il primo sequel di Milon's Secret Castle, seguito a breve distanza da BS Do-Re-Mi No.2, BS Do-Re-Mi Oku no Original Sound Witch - Blue Sound Witch e BS Do-Re-Mi Oku no Original Sound Witch - Power Sound Witch (tutti distribuiti per Satellaview nel 1997).

## Trama
Milon si imbarca in una nuova avventura per riportare la musica nella foresta vicino alla sua città natale, la valle di Hudson. La causa della scomparsa della musica è un malvagio stregone, Amon, il quale ha anche rapito Alis, una fata amica di Milon.

## Modalità di gioco
Il gioco si presenta piuttosto diverso dal predecessore, risultando un semplice platform senza componenti puzzle e senza esplorazione delle aree, dato che tutti i livelli richiedono di spostarsi semplicemente verso destra. Il gioco non si ambienta più in un oscuro castello, ma in diverse aree illuminate divise in 7 mondi, che vengono visualizzati in una mappa simile a quella apparsa in Super Mario World. Ogni mondo è diviso in livelli che devono essere completati uno dopo l'altro, con un boss alla fine dell'ultimo di essi. L'attacco base di Milon consiste ancora in varie bolle, anche se sono ora utilizzate per intrappolare i nemici e poi eliminarli facendo scoppiare la bolla in cui sono rinchiusi prima che fuggano, e ci sono tecniche più potenti, come le bolle caricate. Milon può anche saltare sui nemici (cosa impossibile nel precedente capitolo), anche se questo li stordirà e basta. Inoltre i power-up consentono di compiere mosse speciali, come la gomma da masticare, che fa momentaneamente galleggiare Milon quando questi cade in una buca, dando così al giocatore una possibilità di non perdere una vita. La salute di Milon non è più indicata da una barra di energia, ma dai vestiti del personaggio: se sono verdi non è stato colpito, colpito una volta diventeranno blu, colpito due volte rossi, dopodiché si perderà una vita.